# دشت لوت
دشت لوت یا به صورت معروف‌تر کویر لوت دشتی بیابانی در جنوب شرقی ایران است. این دشت، با مساحتی بیش از ۴۰ هزار کیلومتر مربع (شامل عرصه و حریم) در بین بخش‌هایی از استان‌های کرمان، سیستان و بلوچستان و خراسان جنوبی قرار دارد و با مساحتی در حدود ۱۷۵ هزار کیلوومتر، حدود ۱۰ درصد از وسعت ایران را دربر گرفته است. بیابان لوت، سی و سومین بیابان بزرگ جهان به‌شمار می‌رود.
کویر لوت از جمله مناطق فراگرم و خشک جهان است. هسته آن در سال‌های ۲۰۰۴، ۲۰۰۵، ۲۰۰۶، ۲۰۰۷ و ۲۰۰۹ گرم‌ترین نقطه بر سطح کره زمین شناخته شده است که بیشترین آن در سال ۲۰۰۵ با بیشینه دمای ۷۰٫۷ درجه سانتیگراد ثبت گردیده است. دانشمندان علت گرمای بالای آن را رنگ تیره و خشکی سطح آن دانسته‌اند که موجب جذب گرمای خورشید می‌شود.
در تحقیقات جدید ناسا که با استفاده از اطلاعات ماهواره‌ای ۲۰ سال گذشته انجام شد مشخص شد شدت دمای دشت لوت در طول این سال‌ها حتی دمای ۸۱ درجه سانتیگراد را تجربه کرده است.
کویر لوت از شمال غربی به جنوب شرقی کشیده شده است. طول آن حدود ۳۲۰ کیلومتر (۲۰۰ مایل) و عرض آن حدود ۱۶۰ کیلومتر (۱۰۰ مایل) می‌باشد.
در منتهی الیه جنوبیِ منطقهٔ هموار مرکزی، بر اثر تعدیل نسبی شرایط آب و هوایی و وجود آب قابل مصرف بیشتر و خاک بهتر نسبت به منطقهٔ وسیع شمالی، امکان زندگی مساعدتری فراهم گردیده است. اما در منطقهٔ وسیع شمالی جز در مرز دشت و پایکوه، آن هم به‌طور محدود، زندگی انسانی وجود ندارد. این اختلاف در مورد گسترش زندگی نباتی نیز کاملاً محسوس است.
در سال ۴۴۴ هجری، ناصرخسرو که در بازگشت از مکه از قسمت شمالی کویر عبور نموده اسم خاصی برای کویر ذکر نکرده و آن را بیابان نامیده گوید «در این راه بیابان به هر دو فرسنگ گنبدک‌ها ساخته‌اند و مصانع که آب باران در آنجا جمع شود به موضعی که شورستان نباشد ساخته‌اند و این گنبدک‌ها به سبب آن است تا مردم را گمراه نکنند و نیز به گرما و سرما لحظه‌ای در آنجا آسایشی کنند و در راه ریگ روان دیدیم عظیم که هر که از نشان بگردد از میان آن ریگ بیرون نتواند آمدن و هلاک شود و از آن بگذشتیم زمینی شوره پدید آمد برجوشیده که شش فرسنگ چنین بود که اگر از راه کسی یک‌سو شدی فرورفتی …»

## نام
واژه لوت (شکلی از واژه روت) در زبان فارسی به معنی برهنه و تشنه و بی‌آب و علف است.
عنوان‌های «چاله لوت»، «دشت لوت»، «کویر لوت» و «بیابان لوت» برای این منطقه خشک و بیابانی به کار برده می‌شود.
در نوشته‌های جغرافیایی از واحد لوت گاهی به‌نام «چاله لوت» و گاهی به‌صورت «دشت لوت» نام برده می‌شود. در بین عامه مردم و در بسیاری از خبرها به‌دلیل برخی مشابهت‌ها با دشت کویر، از عنوان «کویر لوت» استفاده می‌شود درحالی که استفاده از کویر برای لوت درست نیست و در پرونده ثبت جهانی لوت در یونسکو نیز عنوان «بیابان لوت» ثبت شده است نه «کویر لوت»؛ زیرا دشت لوت بیابان است نه کویر و کویر بخش کوچکی از مساحت دشت لوت را تشکیل می‌دهد. بیابان واژه‌ای بوم‌شناسی و اقلیمی است و به مکانی با پوشش گیاهی، جانوری و میزان بارندگی کم گفته می‌شود و دشت لوت نیز یک بیابان وسیع ماسه‌ای و ریگی است. اما کویر (نمک‌زار) به پست‌ترین نقاط داخلی مناطق بیابانی که میزان نمک در آن بسیار زیاد است، گفته می‌شود. به‌طور کلی وسعت کویر در دشت لوت نسبت به زمین‌های ماسه‌ای و ریگی چندان زیاد نیست یا به عبارتی از چنان اهمیتی برخوردار نیست که بتواند بر منظره طبیعی آن تأثیر بگذارد. از این نظر دشت لوت درست در مقابل دشت کویر قرار دارد که بیشتر وسعت آن را کویر (نمک‌زار) پوشش داده است؛ بنابراین «بیابان»، واژه جامع‌تری برای توصیف این پدیده پهناور طبیعی به‌شمار می‌آید و به همین دلیل دانشمندان معتقدند که این بیابان بزرگ را باید «دشت لوت» خواند، نه «کویر لوت»؛ چون کویر تنها بخشی از آن است. محققان جغرافیا نیز در نوشته‌های خود بارها تأکید کرده‌اند که گفتن «کویر لوت» بر این واحد جغرافیایی صحیح نیست و باید از آن به عنوان «دشت لوت» یا «بیابان لوت» نام برد.

## گرم‌ترین نقطه زمین
بین سال‌های ۱۹۹۲ تا ۲۰۱۲، بر اساس اعلام سازمان جهانی هواشناسی بالاترین دمای ثبت‌شدهٔ هوا متعلق به ایستگاه هواشناسی العزیزیه لیبی واقع در صحرای بزرگ آفریقا بود، که دمای هوا در ۱۳ سپتامبر ۱۹۹۲ در این ایستگاه ۵۸ درجه سانتی‌گراد (۱۳۶٫۴ درجه فارنهایت) ثبت شده است. در سال ۲۰۱۲ سازمان جهانی هواشناسی اعلام کرد که شواهد قانع‌کننده‌ای مبنی بر نادرست بودن این اندازه‌گیری ناشی از خطای انسانی به دست آمده و این رکورد را نامعتبر اعلام کرد. بنابراین در حال حاضر رکورد بالاتری دمای هوای ثبت‌شده متعلق به دره مرگ در کالیفرنیا است که در سال ۱۹۱۳ به میزان ۵۶٫۷ درجه سانتی‌گراد اندازه‌گیری شده بود.
در مطالعه گرم‌ترین نقاط کره زمین با استفاده از تصاویر ماهواره‌ای سنجنده مدیس طی سال‌های ۲۰۰۳ تا ۲۰۰۹ توسط ناسا، بیابان لوت در سال‌های ۲۰۰۴، ۲۰۰۵، ۲۰۰۶، ۲۰۰۷ و ۲۰۰۹ به عنوان گرم‌ترین نقطه کره زمین اندازه‌گیری شد که در سال ۲۰۰۵ با دمای ۷۰٫۷ درجه سانتی گراد گرم‌ترین رکورد دما در تمام زمین را ثبت کرده است. این دما ۱۲ درجه سانتی‌گراد بیش‌تر از رکورد رسمی دمای هوای زمین است که در سال ۱۹۹۲ در لیبی ثبت شده است. باید توجه داشت که گرم‌ترین نقطه کره زمین در سال‌های مختلف تغییر می‌کند، مثلاً در سال ۲۰۰۳ کوئینزلند استرالیا با دمای ۶۹٫۳ درجه سانتی‌گراد گرم‌ترین نقطه زمین بوده که این دما دومین دمای بالا پس از لوت در دوره هفت‌ساله مطالعه ناسا به‌شمار می‌رود. علاوه بر آن دمای سطح زمین معمولاً بالاتر از دمای هوا در همان نقطه است و اعداد ثبت‌شده به‌عنوان دمای سطح زمین که با استفاده از شاخص دمای سطح به‌دست آمده، به‌معنای دمای هوای آن مناطق نیست. مطالعات دانشمندان در سال ۱۹۱۵ دربارهٔ تفاوت دمای هوا و سطح زمین در دره مرگ نشان داد که در حالی که دمای سطح زمین در عمق ۰٫۴ سانتی‌متری خاک سطحی ۷۱٫۵ درجه سانتی‌گراد اندازه‌گیری شد، هم‌زمان دمای هوا در ارتفاع ۱۲۰ سانتی‌متری سطح زمین ۴۲٫۵ درجه سانتی‌گراد بوده است.
در بسیاری از رسانه‌های ایرانی و خارجی به نقل از دکتر پرویز کردوانی منطقه گندم بریان (در ۸۰ کیلومتری شمال شهداد و ۸۰ کیلومتری شرق راور) به‌عنوان گرم‌ترین نقطه لوت و دنیا معرفی شده است ولی کردوانی با رد این ادعا و نقل قول منتسب به وی، معتقد است گرم‌ترین نقطه زمین در بیابان لوت «چاله مرکزی لوت» در ۷۵ کیلومتری شمال شهر بم است و معرفی گندم بریان به‌عنوان گرم‌ترین نقطه لوت و کره زمین نادرست است.

## موقعیت و شاخص‌های کلی

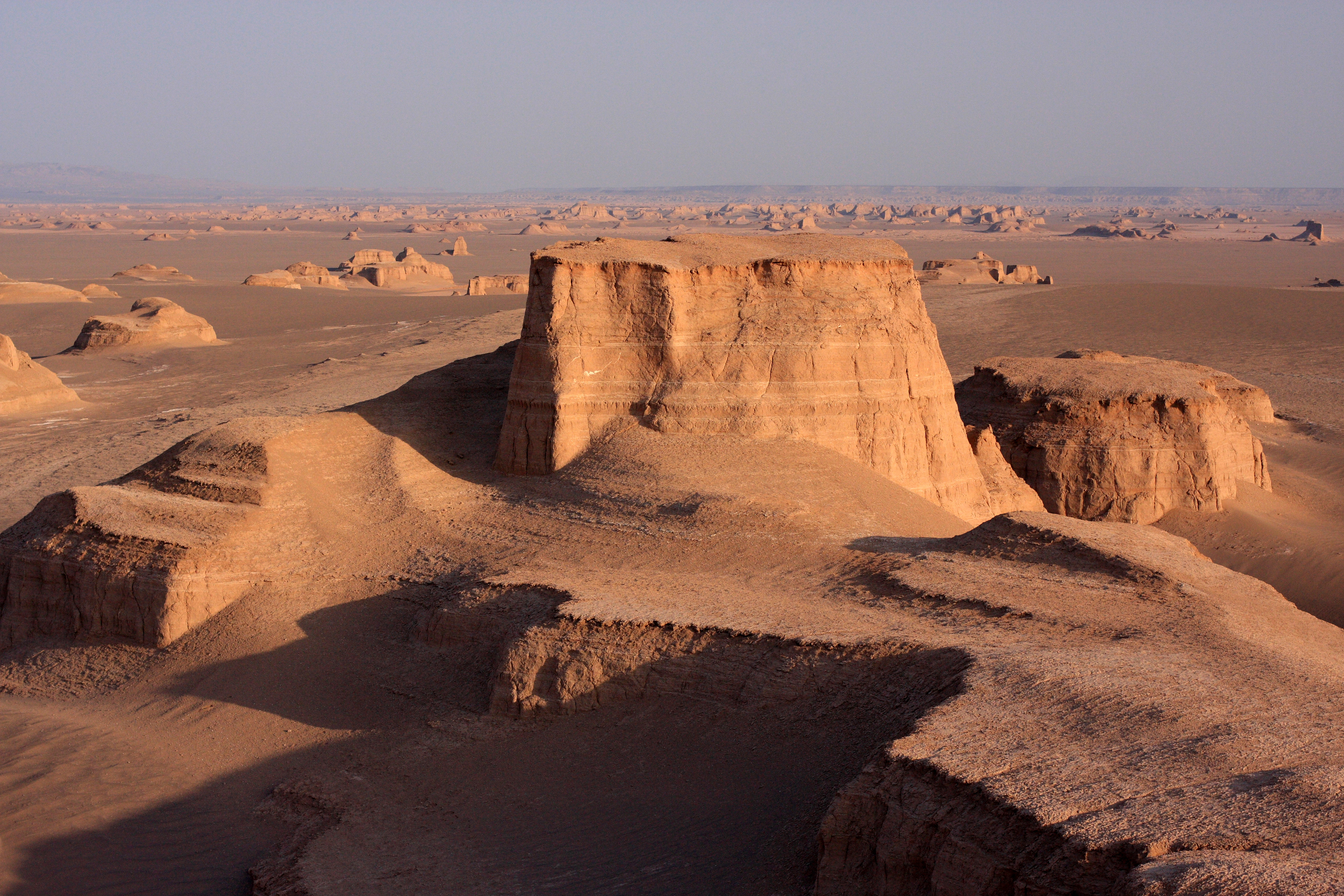
نمایی از کلوت‌های دشت لوت

### حدود و ثغور
حوضهٔ آبگیر دشت لوت بسیار وسیع است و محدودهٔ آن قسمتی از استان‌های خراسان، سیستان و بلوچستان، و کرمان را در بر می‌گیرد. حد شمالی این حوضه از مشرق به مغرب، خط‌الرأس ارتفاعات شمالی بیرجند شامل کوه مؤمن آباد و کوه طاق آشیان، و بلندیهای شمال نایبند شامل کوه آتشان و کوه نایبند در حوالی مدار ۳۲ درجه است و از جنوب تا دامنه‌های شمالی ارتفاعات آذرین شهسواران و جبال بارز در شمال مدار ۲۸ درجه گسترش دارد. در مغرب، خط‌الرأس ارتفاعات کرمان، مشرف به چاله‌های ریزو، کرمان و ماهان از نصف‌النهار ۶۰ درجه و ۳۰ دقیقه تا دامنه غربی کوه تفتان این حوضه را محدود می‌نماید. پس:
- دشت لوت محدوده‌ای است بین استان‌های خراسان جنوبی، سیستان و بلوچستان و کرمان.
- دشت لوت بین دو گسل نهبندان در شرق و نای بند در غرب قرار دارد.
- حد شمالی آن در حد مدار ۳۲ درجه و حد جنوبی در حد مدار ۲۸ درجه است.
- وسعت حوضه آبگیر دشت لوت، حدود ۱۷۵ هزار کیلومتر مربع (یک دهم مساحت کشور) است.
- طول آن از شمال به جنوب حدود ۹۰۰ کیلومتر و غرب به شرق حدود ۳۰۰ کیلومتر است.
- پست‌ترین نقطه دشت لوت حدود ۲۴۰ متر از سطح دریا بالاتر است. (لوت مرکزی)
- دشت لوت جایگاه رخداد زمین لرزه‌های بزرگ و مهمی بوده است.
- در پای کوه‌های مشرف به دشت بزرگ لوت، آثاری از سکونت انسان از هزاره چهارم پیش از میلاد مسیح مشاهده شده است. (مآخذ شماره ۲)
- بزرگ‌ترین ناحیه جمعیتی دشت لوت «شهداد» است که در گذشته‌های دور به آن خبیص می‌گفتند.
- دره سیرچ و ناحیه مسکونی آن به همین نام، یکی از زیباترین چشم‌اندازهای سر سبز حاشیه این دشت اسرارآمیز است.

## پدیده‌های جالب
میراث جهانی بیابان لوت در وهله اول از یاردانگ‌های بیابان لوت (کلوت) در بخش غربی، ریگ یلان یا ارگ یلان در بخش شرقی، هامادای بخش میانی و نبکاها در حاشیه بخش غربی تشکیل شده است که مجموع بیابان لوت را تشکیل می‌دهد. اجزای دیگر این بیابان شامل رودخانه شور، منطقه گندم بریان و شورگز هامون می‌باشند. بیابان لوت نه تنها دارای ویژگی‌های زیباشناسانه است بلکه بخشی از فرایندهای دخیل در شکل‌دهی به منطقه و تاریخ زمین‌شناسی را نیز نشان می‌دهد. در عین حال تنوع چشم‌اندازها و ناشناخته بودن منطقه شرایط مناسبی را برای تحقیقات علمی و گسترش بوم‌گردی زمین‌شناختی فراهم می‌نماید.
دشت لوت یکی از شگفت انگیزترین عوارض بیابانی دنیا است برخی از جاذبه‌های آن عبارتند:
- بزرگ‌ترین شهر کلوخی جهان. منطقه کلوت‌ها از دور به خرابه‌های شهری بزرگ می‌ماند که توصیف‌های گوناگون از آن شده است نظیر: شهر خیالی یا شهر لوت.
- مرتفع‌ترین هرم‌های ماسه‌ای دنیا در لوت است. مرتفع‌ترین هرم‌های شناخته شده دنیا حداکثر ۳۰۰ متر ارتفاع دارند (لیبی) اما در لوت ارتفاع برخی هرم‌ها گاه به ۴۸۰ متر هم می‌رسد.
- ۴۰ مخروط آتشفشان کواترنر در سطح دشت لوت وجود دارد.
- پهنه‌های وسیع ماسه و ریگ با طیف رنگی قهوه‌ای روشن تا خاکستری و سیاه نظیر «گدار باروت» که چون خاک آن سیاه و شبیه باروت است به این نام خوانده می‌شود.
- دشت‌هایی از گدازه‌های بازالتی چاله چاله نظیر «گندم بریان».
- پهنه‌های شنی مواج
- بزرگ‌ترین نبکاهای جهان تپه‌های شنی پوشیده از گیاه (نبکاها) که یکی از شگفتی‌های همزیستی خاک و آب و گیاه است. این نبکاها به گلدان بیابان نیز نامیده شده‌اند.
- مرتفع‌ترین ربدوها (به انگلیسی: Rebdou) (ربدوها مشابه نبکاها با ابعاد بزرگ‌تر شکل‌های پیچیده‌تر در لوت غربی می‌باشند)
- پهنه‌هایی به شکل چندضلعی‌های متعدد که حاصل قشر نمکی ضخیم و تبخیر شدید سطح زمین است.
- کویر پاشتری، سطح این نوع زمین‌ها اینطور به‌نظر می‌رسد که پس از بارندگی زیاد خیس شده و تعدادی شتر روی آن راه رفته‌اند.
- هامادا (به انگلیسی: Hammada) دشت‌هایی از ریگ، شن و پوشیده از خاک‌های ریگی که فاقد گیاه است.

## زمین‌ریخت‌شناسی و واحدهای جغرافیایی

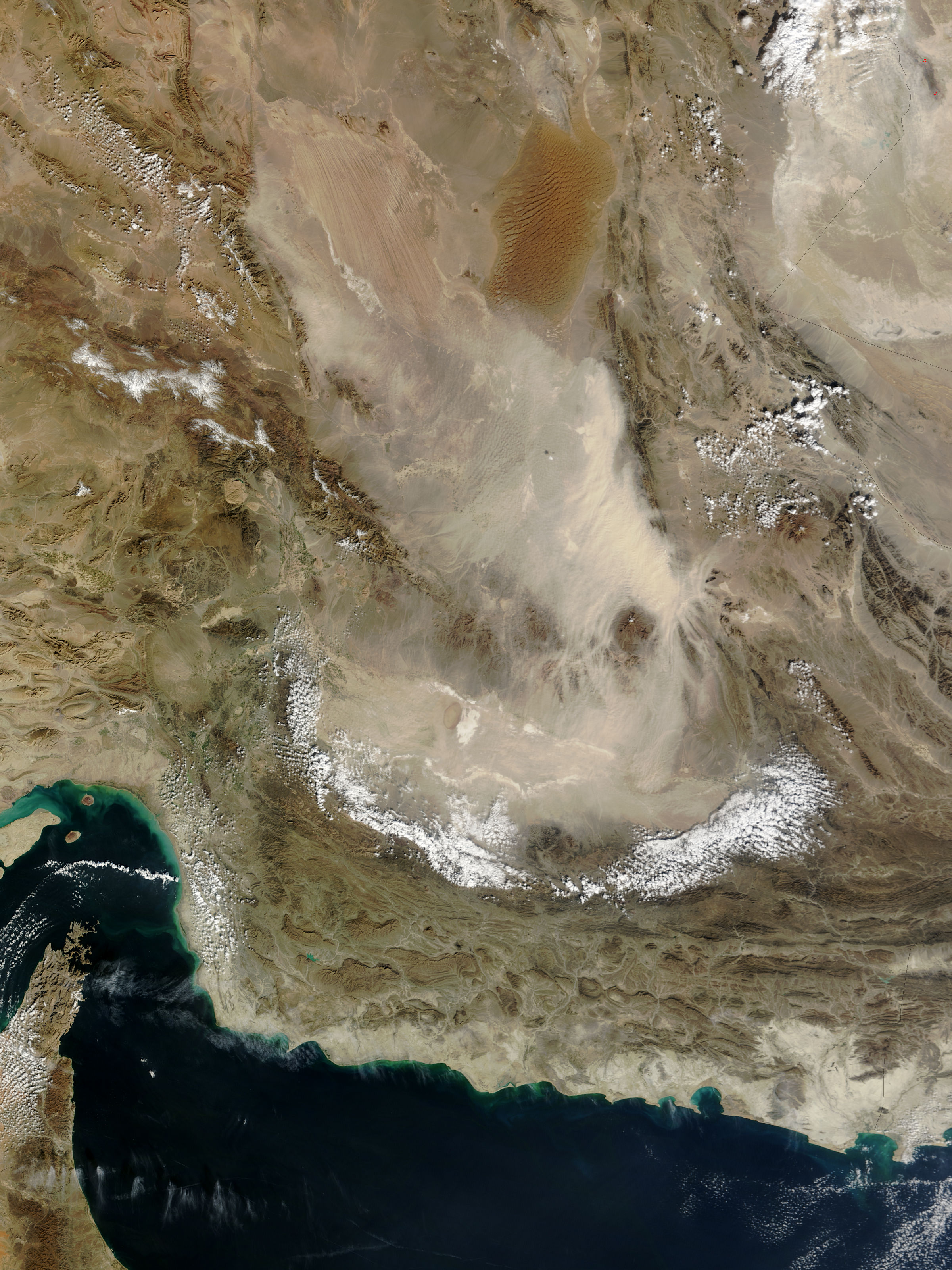
تصویربرداری فضایی از دشت لوت

دشت لوت چاله‌ای است از نظر ارتفاعی نامتقارن، با جهت شمالی- جنوبی و در داخل آن به‌طور پراکنده چاله‌های مستقل کوچکتری که حوضهٔ انتهایی آبهای روان هستند، وجود دارد. شیب عمومی از پایکوه به سمت دشت کاهش می‌یابد. حداکثر ارتفاع دشت در مجاور پایکوه‌ها است، ولی در همه‌جا یکنواخت نمی‌باشد. در شمال حداکثر ارتفاع بین رودشور بیرجند و بصیران به‌طور متوسط ۱۰۰۰ متر و در مغرب ۴۴۰ متر (شهداد) و در مشرق ۸۴۰ تا ۱۰۰۰ متر (به‌ترتیب دردمسلم و نخلیه) و در جنوب در پای تپه دوقلوی بازالتی (لوت زنگی احمد) ۷۲۰ متر است.
با توجه به شکل ناهمواری و پراکندگی عوارض جغرافیایی می‌توان آن را به‌طور طبیعی به سه واحد کوچک‌تر یعنی لوت شمالی، لوت مرکزی و لوت جنوبی یا لوت زنگی احمد تقسیم‌بندی نمود.
1. لوت شمالی

از عناصر ریگ، شن و ماسه تشکیل شده است و حد جنوبی آن را بریدگی‌های نا منظم مشرف به چاله «رود شور بیرجند» تشکیل می‌دهد. ناهمواری‌های ماسه‌ای به شکل سفره‌های ماسه‌ای در آن وجود دارد.
1. لوت مرکزی

شگفت انگیزترین قسمت دشت لوت است. در قسمت‌های شرقی لوت مرکزی تپه‌ها و توده‌های عظیم و به هم پیوسته ماسه‌ای قرار گرفته و سطح قابل توجهی از لوت را به عرض متوسط ۵۲ کیلومتر و طول متوسط ۱۶۲ کیلومتر در لوت پوشانده است.
بخشی از ناهمواری‌های لوت مرکزی دارای پوشش گیاهی بوده و بخش غربی آن فاقد پوشش گیاهی است.
1. لوت جنوبی (لوت زنگی) غنی‌ترین قسمت چاله لوت از نظر پوشش گیاهی است.

از نظر ژئومورفولوژی (زمین‌ریخت‌شناسی) لوت مرکزی به سه منطقه اصلی (از غرب به شرق) تقسیم شده است:
- دشت‌سر

به عرض ۵ تا ۱۰ کیلومتر به صورت نواری سطح آن از ماسه و لای و نمک پوشیده شده است.
- کلوت‌ها

کلوت‌ها (کلوت اصطلاح محلی است) به خندق‌های بسیار عظیم که حاصل فرسایش آبی و بادی است می‌گویند که به عنوان پدیده‌ای بی نظیر در دنیا شناخته شده است.
«رود شور» در مرطوب کردن دیواره این کلوت‌ها اثر کافی داشته و فرسایش‌های آن‌ها را تسهیل کرده است.
منطقه کلوت‌های در ۴۳ کیلومتری شهداد (۲۴ کیلومتری ده سیف) قرار دارد و در مساحتی به عرض متوسط ۸۰ کیلومتر و طول متوسط ۱۴۵ کیلومتر را تشکیل داده‌اند.
مهم‌ترین بادی که دیواره‌های کلوت‌ها را فرسایش می‌دهد بادهای ۱۲۰ روزه سیستان است.
در فاصله کلوت‌ها زمین پوشیده از ماسه بادی است و در نقاطی که ماسه بادی نیست زمین از نوع رس لائی و رس است.
- تپه‌های ماسه‌ای

در شرق لوت مرکزی منطقه‌ای به عرض ۵۰ کیلومتر و طول ۱۰۰ کیلومتر متر را تشکیل می‌دهند. ارتفاع این تپه‌های ماسه‌ای تا ۵۰۰ متر هم می‌رسد (مآخذ شماره۴). نا همواری‌های ماسه‌ای به اشکال برخان – هرم‌های ماسه‌ای –سیف (sif) و تپه‌های طولی دیده می‌شود.

## اقلیم
مقدار باران در داخل یا مجاور این حوضه، بسیار کم و محدود به فصل سرد است. با توجه به مندرجات خلاصه آمار جوی ایستگاه‌های مختلف، در فصل گرم باران وجود ندارد و میزان سالیانه بارش فصل سرد به‌طور متوسط در کرمان ۱۱۰، در بم ۴۰، در زاهدان ۷۸، در زابل ۴۵ و در بیرجند در حدود۱۸۰ میلی‌متر می‌باشد. میزان حرارت متوسط سالیانه در همین مناطق نسبتاً زیاد است و به‌همین علت مقدار تبخیر در فصل گرم به‌ویژه در دشت لوت به شدت افزایش می‌یابد. میزان باران سالیانه در ارتفاعات مجاور دشت کمی بیش از ارقام ثبت‌شده در بالاست، اما مقدار آن قابل توجه نیست. قُلل برف‌گیر انگشت‌شمارند و برف آنها به سرعت در اواخر فصل سرد یا حداکثر در اوایل فصل گرم آب می‌شود؛ بنابراین تنها منبع آبگیری رودها و مسیل‌ها، در درجهٔ اول، باران‌های فصل سرد و سپس چشمه‌هایی است که به‌طور پراکنده در قسمت علیا یا بستر میانه مسیل‌ها وجود دارند.

## پوشش گیاهی
در حدود ۲۰کیلومتری شهداد، درختان و درختچه‌های گز در گلدان‌های بیابانی لوت جای گرفته‌اند که به آن نبکا یا تل‌های گیاهی گفته می‌شود.
زمین‌های بین نبکاها پوشیده از ماسه است و نبکاها عموماً در سطح همواری که میزان ماسه آن متوسط و سطح آب زیر زمین بالا بوده یا رطوبت موجود کافی برای حیات پوشش گیاهی باشد ظاهر می‌شوند. عناصر تشکیل دهنده نبکا شامل ماسه – لای، رس و سلت است.
شکل نبکا تابعی است از اندازه، تراکم و میزان رشد گیاه میزبان که گونه‌هایی نظیر دسته‌ای از گرامینه‌ها، درختچه‌های تاغ، گز و… می‌باشند. در دشت لوت گونه گیاه گز  از گونه‌های میزبان نبکاها هستند. ارتفاع نبکاها از چند دسی‌متر تا چند متر و طول آن از یک متر تا ۱۰ متر می‌رسد.
شایان ذکر است گیاهان منفرد باید ارتفاعی بیش از ۱۰ الی ۱۵ سانتی‌متر داشته باشند تا اینکه بتوانند ماسه‌ها را کنترل کند. اگر دانه‌های ماسه چسبندگی نداشته باشند به عبارتی عناصر رس و لای نداشته باشند حجم آنها با تغییر و سرعت باد تغییر می‌یابد. با افزایش میزان رسوب، گیاه برای جلوگیری از مدفون شدن به رشد خود در جهت بالا ادامه می‌دهد این رشد تا آنجا است که ریشه گیاه در ارتباط با سطح آب زیر زمینی باشد اما جایی که آب زیر زمینی افت می‌کند این ارتباط قطع و تخریب نبکا آغاز می‌شود که سرانجام به مرگ نبکا می‌انجامد.
نبکاهای چندین ساله و دائمی در تغییر سطح سفره آب زیر زمینی، هرزآب‌ها، تبخیر، تعرق و کنترل رسوبات بادی در منطقه نقش اساسی دارند.
ربدوها با ابعاد بزرگ‌تری از نبکاها متمایز می‌شوند. طول آن‌ها به ۲ تا ۷ متر و عرضشان به ۱ تا ۵ متر می‌رسد. غیر از ابعاد، شکل ربدوها نیز پیچیده‌تر از نبکاها است؛ و گاهی چند مخروط را نشان می‌دهد که کنار هم قرار گرفته‌اند. مرتفع‌ترین ربدوها در لوت غربی دیده می‌شود که گاه ارتفاع آنها به ۱۲ متر می‌رسد (بلندی یک ساختمان ۴ طبقه).

## کاوش‌ها

### جغرافیایی
جدّی‌ترین مورد شناسایی و آشنایی با شگفتی‌های این بیابان از سال ۱۳۴۶ هجری خورشیدی با شرکت هیئت‌های علمی ایرانی و فرانسوی به سرپرستی دکتر احمد مستوفی و دکتر ژان راش استاد جغرافیای دانشگاه سوربن پاریس آغاز شد و سالها بدون وقفه ادامه داشت. در طول این مطالعات، حداقل به مدت ۵ سال و هر سال ۱ تا ۲ ماه، نمونه‌های انواع عوارض ناهمواریهای این دشت، از نزدیک مورد مشاهده و مطالعه قرار گرفت. دکتر احمد مستوفی دو بار با هیئت همراه از شرق به غرب و بار دوم از غرب به شرق از ریگ لوت عبور کرد و مشاهدات خود را منتشر نمود. در خارج از قلمرو ریگزارها، سایر نقاط دشت لوت به‌وسیلهٔ ماشین و حتی هلی‌کوپتر (به‌ویژه کلوت‌ها) به کرّات مورد مشاهده و مطالعه قرار گرفتند و نتایج این مطالعات در نشریه فصلی موسسه جغرافیا چاپ و منتشر شده است.

### باستان‌شناختی
بررسی‌های مؤسسه جغرافیایی دانشگاه تهران از سال ۴۶ در دشت لوت به کشف نمونه‌هایی از اشیاء سفالین و فلزی و سنگی دوران قبل از تاریخ این ناحیه انجامید، ولی این هیئت به سبب اشتغال به کارهای مربوط به خود و نداشتن افراد باستانشناس، موفق به گمانه زنی و تجسس بیشتری نشد. هیئت مطالعاتی دشت لوت با همکاری اداره کل باستانشناسی در سال ۱۳۴۷ به این منطقه رفت. آنان در این منطقه به تکه سفال‌های متنوع دست یافتند و با کاوش در تپه‌های کوتاه و مسیرهایی که در لا به لای کلوت‌ها قرار دارند توانست به مقابر قبل از تاریخ و اشیاء ارزنده آن دست یابد.

## محوطه‌های باستانی حاشیهٔ غربی
دشت لوت، به‌ویژه حاشیهٔ غربی آن، با برخورداری از ویژگی‌های طبیعی بیابانی و موقعیت راهبردی، نقش مهمی در تحول الگوهای سکونت، شهرنشینی و شبکه‌های تجاری جنوب شرق ایران از دوران پیش‌تاریخ تا عصر مفرغ ایفا کرده است. به‌سبب قرارگیری در مسیر ارتباطی جنوب شرق ایران با آسیای مرکزی، دشت لوت در دورهٔ مفرغ بخشی از یک «دالان بازرگانی» بوده که حرکت کالا و مواد خام از طریق آن انجام می‌شده است.
حاشیهٔ غربی دشت لوت، به‌ویژه ناحیهٔ شهداد، دارای اهمیت زیادی در فهم روندهای سکونت انسانی از دورهٔ نوسنگی (هزارهٔ پنجم پیش از میلاد) تا دورهٔ اسلامی است. بیابان‌بودن دشت لوت باعث شده است تا سکونتگاه‌ها در الگوهایی خاص و محدود به نقاطی با دسترسی به آب و زمین حاصل‌خیز شکل بگیرند. به‌ویژه مخروط افکنهٔ شهداد (پایان رودخانه‌ها) نقشی اساسی در جذب سکونت ایفا کرده است.
الگوهای استقراری از هزارهٔ پنجم تا دوم پ.م:
در هزارهٔ پنجم پ.م، استقرارها نزدیک به هم و در بخش مرکزی دشت متمرکز بودند. 
در هزارهٔ چهارم پ.م، استقرارها با فاصلهٔ بیشتر از هم و پراکنده‌تر شکل گرفته‌اند، که ممکن است نشانه‌ای از آغاز شکل‌گیری شبکه‌های ارتباطی و تجاری باشد.
در هزارهٔ سوم پ.م (عصر مفرغ قدیم)، سه مرکز بزرگ شهری در امتداد بیابان (شهداد، مختارآباد، کشیت) پدید آمدند که احتمالاً نقش ایستگاه‌های کاروانی را ایفا می‌کردند.
در آغاز هزارهٔ دوم پ.م، مراکز بزرگ شهری از میان رفتند و تنها استقرارهای کوچکی باقی ماندند. علت این افت جمعیتی مشخص نیست و نیازمند پژوهش‌های بیشتر در زمینهٔ اقلیم و مهاجرت‌هاست.
اشیاء و مقابر مکشوفه: در بررسی ده روزه آقوس شهداد که در ۷ کیلومتری دشت لوت قرار دارد، اشیاء متعددی متعلق به هزاره سوم و سفال‌هایی از هزاره چهارم قبل از میلاد در مقابر مکشوفه بدست آمده که شامل ظروف سفالین که با رنگ‌های قرمز و نقوش مختلف تزیین یافته‌اند که از لحاظ سبک و شیوه کار با ظروف مکشوفه در بمپور بلوچستان و خوراب کرمان شباهت کامل دارد. همچنین کوزه سفالین نخودی رنگ ظریفی بدست آمد که روی آن سه نوار قرمز رنگ دیده می‌شود. حد فاصل این نوارها با تصاویر عقاب پرگشوده و خطوط شکسته موازی به رنگ سیاه تزیین شده است. نظیر این ظرف سر مرز ایران و پاکستان در تپه‌ای به نام کولی ماهی کشف گردید که قدمت آن‌ها به هزاره سوم قبل از میلاد می‌رسد و همچنین با ظروف رنگارنگ شوش قابل مقایسه است.
ظروف سنگی: در گورهای مکشوفه تعدادی ظروف از جنس مرمر و سنگ‌های آهکی خاکستری رنگ کشف گردیده است. ظروف مرمر رنگارنگ این ناحیه با اشیاء مرمری شوش که متعلق به هزاره سوم قبل از میلاد است شباهت کلی دارد. کشف این نوع اشیاء در محل مزبور رابطه قوم آقوس را با نقاط دورتری ثابت می‌کند. همچنین ظروف فلزی و تزیینی نیز در این منطقه کشف شده است.

## ثبت در فهرست میراث جهانی یونسکو
تا پیش از چهلمین اجلاس میراث جهانی در استانبول، ایران دارای ۱۹ اثر ثبت‌شده در میراث جهانی بود که همه آن‌ها جزو آثار فرهنگی ایران محسوب می‌شوند و هیچ اثر طبیعی از ایران در فهرست میراث جهانی وجود نداشت. در این اجلاس بیابان لوت به عنوان نخستین اثر طبیعی ایران در فهرست میراث جهانی یونسکو ثبت شده است. ایران پرونده بیابان لوت و قنات ایرانی را برای ثبت جهانی ارسال کرده بود. ابتدا ۱۱ قنات و سپس بیابان لوت در فهرست میراث جهانی گنجانده شد.
بیابان لوت دارای ویژگی‌های منحصربه‌فردی است که آن را شایسته ثبت در فهرست میراث طبیعی جهان نمود:
- بلندترین کلوت‌های جهان در بخش شرقی کلوت‌ها
- طولانی‌ترین کلوت‌های جهان
- گرم‌ترین نقطه جهان با دمای ۷۰٫۷ درجه سلسیوس
- بلندترین تپه‌های ماسه‌ای جهان در ریگ یلان در شرق بیابان لوت
- وجود یکی از بلندترین نبکاهای (گلدان صحرا، تل گز یا تل نباتی) جهان با ارتفاع ۱۲ متر[۹]

محدوده عرصه و حریم بیابان لوت برای ثبت در میراث جهانی حدود ۴۰ هزار کیلومتر مربع تعیین شده است که محدوده بسیار بزرگی بوده و در بین سه استان کرمان، خراسان جنوبی و سیستان و بلوچستان قرار دارد. البته بیابان لوت بسیار بزرگ‌تر از محدوده پیشنهادشده برای ثبت در میراث جهانی است، اما با توجه به این‌که مهم‌ترین عناصر واجد ثبت در میراث جهانی در لوت مرکزی واقع شده‌اند، این منطقه برای ثبت در میراث جهانی پیشنهاد گردید. مساحت عرصه بیابان لوت ۲۲۷۸۰ کیلومتر مربع و مساحت حریم بیابان لوت ۱۷۹۴۱ کیلومتر مربع است؛ که شامل ریگ یلان (تپه‌های ماسه ای)، کلوت‌ها، نبکاها، رودخانه شور، هامادا (دشت ریگی)، پهنه بازالتی گندم بریان و… است که در این میان کلوت‌ها در غرب و ریگ یلان در شرق با چشم‌اندازی زیبا و شگفت‌انگیز خودنمایی می‌کنند.
شروع کار بر روی پرونده ثبت جهانی بیابان لوت از تیر ماه ۱۳۹۳ بوده است و پرونده آن در بهمن ۱۳۹۳ برای دفتر یونسکو در پاریس ارسال شد. این پروژه با مدیریت جغرافی‌دانان و همکاری بسیاری از متخصصان دیگر رشته‌ها تدوین گردید و در نهایت در ۲۷ تیر ۱۳۹۵ با اجماع همه کشورهای عضو در کمیته میراث جهانی، بیابان لوت به عنوان نخستین اثر طبیعی ایران در فهرست میراث جهانی یونسکو قرار گرفت.